# Periophthalmus waltoni
Periophthalmus waltoni és una espècie de peix de la família dels gòbids i de l'ordre dels perciformes.

## Morfologia
Els mascles poden assolir els 15 cm de longitud total.

## Distribució geogràfica
Es troba des del Golf Pèrsic fins al Pakistan.